# Friedrich von Wiesenhütten
Friedrich August Barckhaus gen. von Wiesenhütten (* 22. August 1759 in Frankfurt am Main; † 1. Januar 1823 in Stuttgart) war ein königlich württembergischer Generalleutnant und Älterer Bürgermeister der Reichsstadt Frankfurt am Main.

## Leben
Wiesenhütten stammte aus der alten Frankfurter Familie Wiesenhütten. 1753 erfolgte die Namens- und Wappenvereinigung mit dem der Familie Barckhaus. Seither nannte sich die Familie Barckhaus gen. von Wiesenhütten. Am 14. März 1789 wurde Wiesenhütten in den Reichsfreiherrenstand mit dem Adelsprädikat von Wiesenhütten erhoben, danach wurde der Name Barckhaus nicht mehr geführt. Er war der Sohn des Frankfurter Ratsherrn Johann Friedrich von Wiesenhütten (1724–1793) und seiner Ehefrau Maria Dorothea Firnhaber von Eberstein. Franz Wilhelm von Wiesenhütten war sein Bruder. Friedrich Reichsfreiherr von Wiesenhütten heiratete Friederike Charlotte Margaretha (* 16. März 1797; † 19. Juli 1826). Aus der Ehe gingen zwei Töchter und der Sohn Karl Franz Friedrich Wilhelm (* 16. März 1787; † 19. Juli 1826) hervor. Der Sohn wurde württembergischer Kammerherr und Oberst.
Wiesenhütten schlug die Militärlaufbahn ein und wurde königlich württembergischer Generalleutnant, Trabanten-Hauptmann und Geheimrat. Er gehörte der Frankfurter patrizischen Gesellschaft Zum Frauenstein an. 1797 wurde er Ratsmitglied in Frankfurt am Main. 1798 wurde er Schöff und im Jahr 1805 amtierte er als Älterer Bürgermeister. 1806 wurde die Reichsstadt Frankfurt am Main Teil des Fürstentums Aschaffenburg und Wiesenhütten trat aus dem Rat aus.
Nach der Wiederherstellung der Eigenständigkeit als Freie Stadt Frankfurt war er von 1817 bis 1818 Mitglied und 1818 Vizepräsident des Gesetzgebenden Körpers der Freien Stadt Frankfurt.